# Gravesano
Gravesano est une commune suisse du canton du Tessin, située dans le district de Lugano.
En 1954, le chef d'orchestre allemand Hermann Scherchen crée à Gravesano, avec le soutien de l'UNESCO, un studio de recherches sonores, y réalisant des expérimentations pionnières en matière de musique électronique.